# Школяк, Рене
Рене Школяк (словац. René Školiak; род. 28 января 1979 года, Липтовски-Микулаш, Чехословакия) — бывший словацкий хоккеист, центральный нападающий. 

## Карьера
Воспитанник хоккейной школы ХК «Липтовски Микулаш». Выступал за ХК «32 Липтовски Микулаш», ««Слован» (Братислава), ХК 36 Скалица», ХК «Дубница».
В составе национальной сборной Словакии провел 25 матчей (1 гол).

## Достижения
- Чемпион Словакии (2003).
- Обладатель Континентального кубка (2004).